# Аліша Кіз
Алі́ша Кіз або Алішія Кіс (англ. Alicia Keys), справжнє ім'я — Alicia J. Augello-Cook (нар. 25 січня 1981, Нью-Йорк) — американська співачка, піаністка, поетеса та композиторка, яка виступає в стилях ритм-енд-блюз, соул і неосоул, лавреатка 12 нагород «Греммі».
У 2005 році Кіз відкрила свою звукозаписну студію «The Oven Studios», розташовану в Нью-Йорку на Лонг-Айленді. Вона є співвласницею студії разом із її творчим партнером Kerry «Krucial» Brothers. Студія була розроблена знаменитим студійним архітектором Джоном Сторіко, дизайнером Electric Lady Studios Джимі Гендрікса. Кіз і Бразерз також співзасновники компанії KrucialKeys Enterprises, продюсерської та авторської команди, яка допомагала як самій Кіз в створенні її успішних альбомів, так і створювала музику для інших артистів.

## Дитинство, освіта і початок кар'єри
Аліша Кіз народилася і виросла в Нью-Йорку, в бідному районі Мангеттена Пекельна кухня в сім'ї помічниці адвоката й акторки Терези Оджелло і стюарда Крейга Кука. Мати Аліші ірландсько-італійського, а батько — ямайського походження. Сама Кіз стверджує, що почувається комфортно з приводу своїх коренів: «Я виросла в Нью-Йорку і, слава Богу, мені ніколи не доводилося проходити через те, що називається „Ти недостатньо чорна, ти недостатньо біла“. Мені ніколи не доводилося проходити через це. Звичайно, я пройшла через упередження і все. Але мені ніколи не доводилося боротися з цими двома частинами мене».
Почала писати музику з 14 років. Вона також пройшла навчання в престижній школі виконавських мистецтв Professional Performing Arts School у 16-річному віці усього за три роки. Вступивши в Колумбійський університет, через чотири тижні Аліша залишила його заради музичної кар'єри. Вона підписала пробний контракт з Джермейн Дюпрі і його лейблом So So Def (тоді — частиною Columbia Records). Вона взяла участь у написанні та запису пісні «Dah Dee Dah (Sexy Thing)», яка з'явилася в саундтреці до блокбастеру 1997 року «Люди в чорному». Ця пісня стала її першим професійним записом. Тим не менше, пісня не виходила синглом і контракт з Columbia швидко закінчився.
У 1998 році Кіз познайомилася з імпресаріо Клайвом Девісом, який підписав з нею контракт і влаштував її на Arista Records — лейбл, який у той час розпускався. Кіз йде разом з Девісом у його нову звукозаписну компанію J Records. Вона записує пісні «Rock With U» і «Rear View Mirror», які з'являються в саундтреках до фільмів «Шахта» (2000) і «Доктор Дуліттл 2» (2001) відповідно. Далі Кіз випускає свій дебютний альбом.

## «Songs in A Minor»
Кіз випускає свій перший студійний альбом «Songs in A Minor» 5 червня 2001 року. Альбом приносить їй велику популярність в усьому світі: він розходиться в перший тиждень продажів в кількості 235 тисяч копій і, згодом, перевалює через відмітку 10 мільйонів одиниць в усьому світі. У США з продажу альбому Кіз стає найкращим новим артистом і найкращим R&В артистом 2001 року. Критики також здебільшого рецензують альбом позитивно і порівнюють Алішу з такими корифеями ритм-н-блюзу як Стіві Вандер, Марвін Гей і Лорін Гілл. 22 жовтня 2002 року «Songs in A Minor» перевидається як «Remixed & Unplugged in A Minor» — з вісьмома реміксами і сімома «бескупюрними» версіями тих же пісень, що і в оригіналі.
Перший сингл з альбому, пісня «Fallin'», широко програється на різноформатних радіо і проводить 6 тижнів на першій позиції чарту Billboard Hot 100. Другий сингл, «A Woman's Worth», досягає там же третій позиції.
З альбомом Кіз завоювала 5 нагород Греммі на 44-й церемонії в 2002 році, перемігши в номінаціях: «Пісня року», «Найкраще жіноче вокальне R & B-виконання», «Найкраща R&B-пісня» — «Fallin'», «Найкращий новий артист» і «Найкращий R&B-альбом». «Fallin'» також номінувалася в номінації «Запис року». Кіз стала другою сольною артисткою, яка виграла 5 Греммі за одну ніч, після Лорен Хілл на 41-й церемонії.
Кіз виконала пісню Донні Гетевей 1973 року «Someday We'll All Be Free» на благодійному концерті після подій 11 вересня.
У 2002 році Кіз також записала пісню «Gansta Lovin'» з реперкою Eve і пісню «Impossible» з Крістіною Агілерою для її альбому «Stripped».

## «The Diary of Alicia Keys»
Продовжуючи свій успіх, Кіз випускає другий студійний альбом «The Diary of Alicia Keys» 2 грудня 2003 року. Альбом був розхвалений критиками і дебютував на першому місці в США, розійшовшись, згідно з Nielsen SoundScan, в перший тиждень більше, ніж в 618 тисяч копій і був проданий в США в кількості 4,4 мільйона примірників, ставши шостим альбомом-бестселером серед артисток і другим — серед R&B-артисток. На сьогодні альбом розійшовся тиражем близько 9 мільйонів копій в усьому світі.
Перші два сингли «You Don't Know My Name» і «If I Ain't Got You» потрапили в першу п'ятірку Hot 100, а третій сингл, «Diary», потрапив у першу десятку. «Karma», еклектична класична/хіп-хопова пісня, як четвертий сингл потрапив на 20-е місце в Hot 100 і на третє в Billboard Top 40 Mainstream.

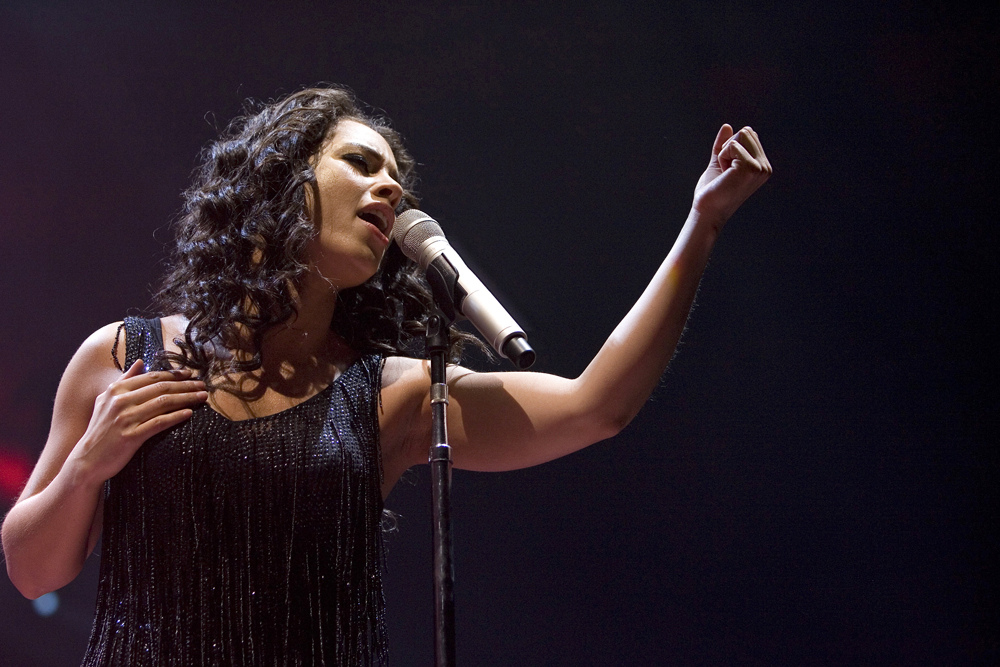
Виступ у березні 2008 року

Пісня «If I Ain't Got You» провела в чарті Billboard Hot R & B / Hip-Hop Songs більше, ніж один рік, що побило рекорд синглу «Your Child» Мері Джей Блайдж, який провів там же 49 тижнів.
Аліша Кіз стала найпродаванішою артисткою в стилі R&B 2004 року.
У тому ж році на MTV Video Music Awards відео «If I Ain't Got You» перемогло в номінації «Найкраще R&B відео» [4], а також вона акомпанувала в той вечір Ленні Кравітцу і Стіві Уандеру в їх виступі з піснею Уандера " Higher Ground ".
У 2005 році Кіз виграла послідовно свою другу нагороду за «Найкращий R&B відео» за відео «Karma».
На 47-й церемонії Греммі в 2005 році Кіз виконала «If I Ain't Got You», другий сингл з альбому, а потім приєдналася до Джеймі Фокса та Квінсі Джоунса у виконанні пісні Оегі Кармайкла «Georgia on My Mind», що стала знаменитою в 1960 році в виконанні Рея Чарльза.
У той же вечір Кіз забрала додому чотири Греммі: «Найкраще жіноче вокальне R & B-виконання» за «If I Ain't Got You», «Найкраща R & B-пісня» за «You Don't Know My Name», «Найкращий R&B- альбом „за The Diary of Alicia Keys, а також“ Найкраще вокальне R & B-виконання дуетом або групою» за «My Boo» з Ашером. Крім цього, Аліша також номінувалася в категоріях «Альбом року», «Пісня року» за «If I Ain't Got You», «Найкраще вокальне R&B-виконання дуетом або групою» за «Diary» з Tony! Toni! Toné!, А також «Найкраща R&B-пісня» за «My Boo».

## «Unplugged»
Кіз виконала і зняла свій внесок у серію живих концертів MTV Unplugged 14 липня 2005 року в Бруклінській академії музики. Протягом цієї живої сесії Кіз додала абсолютно нові аранжування таким своїм пісням, як «A Woman's Worth» і фанкової «Heartburn», а також виконала кілька кавер-версій. Частиною публіки Кіз були також запрошені виконавці. Вона виконала композиції «Love It or Leave It Alone» разом з реперами Common і Mos Def, «Welcome to Jamrock» з реггі-артистом Даміаном Марлі і кавер пісні Rolling Stones 1971 року «Wild Horses» з лідером групи Maroon 5 Адамом Лівайн.
Крім цього, Кіз виконала кавер на пісню «Every Little Bit Hurts», перш за виконувану такими артистами як Арета Франклін і Бренда Халоуей; представила дві нові оригінальні пісні: «Stolen Moments» і «Unbreakable», головний сингл альбому, які досягли четвертого і тридцять четвертого місць в Billboard Hot R&B/Hip-Hop і Hot 100 відповідно. Альбом виявився успішнішим у чарті Billboard Hot Adult R & B Airplay, де він перебував на першій позиції одинадцять тижнів до кінці 2005 року.

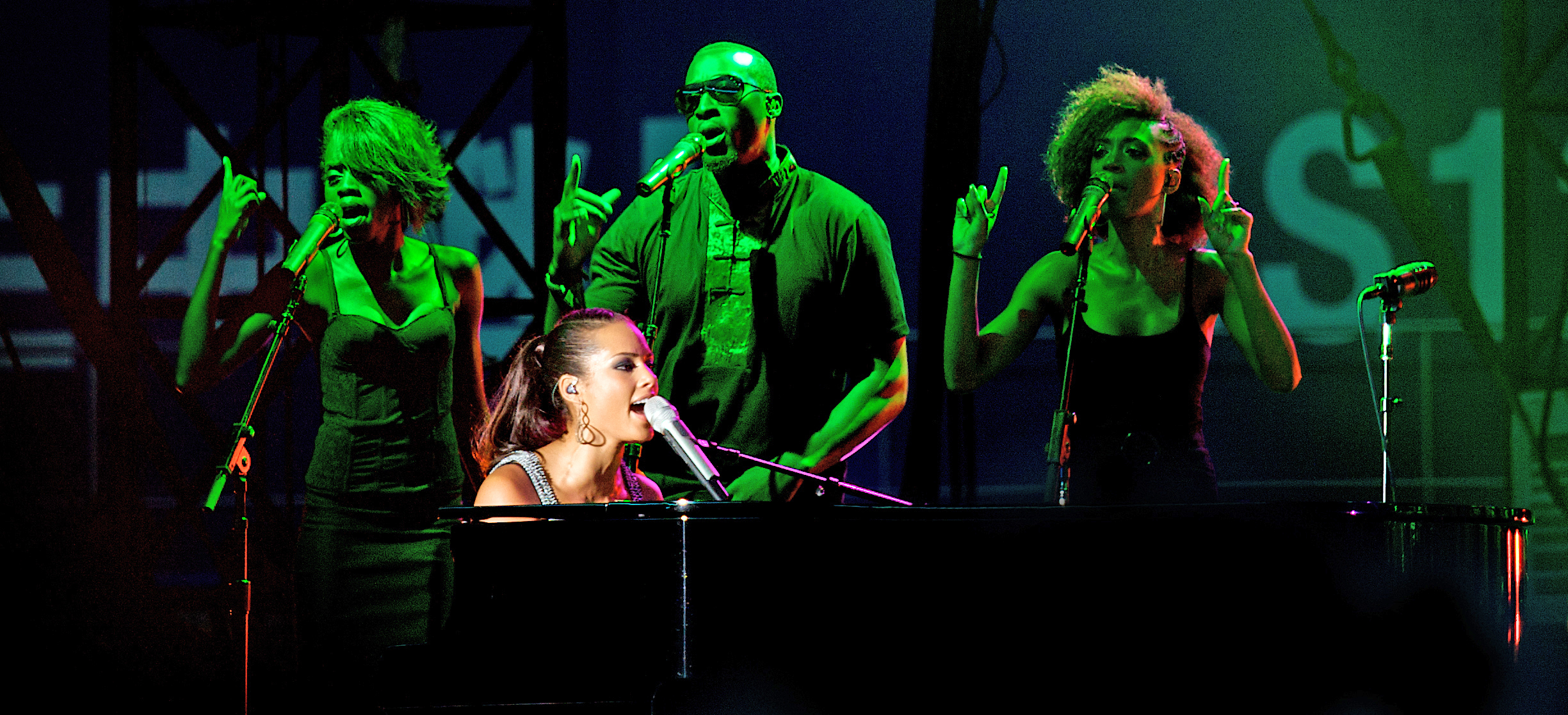
Аліша на Summer Sonic Festival

Концерт вийшов на CD і DVD 11 жовтня 2005 року під простою назвою «Unplugged». Альбом дебютував на першому місці в чарті Billboard 200 із 196 тисячами проданих одиниць в перший тиждень. Дотепер альбом проданий у кількості мільйона копій в Штатах і двох мільйонів у всьому світі. Таким чином, дебют Кіз в MTV Unplugged став самим верхнім для альбомів цієї серії з пори альбому групи Нірвана 1994 року, а також — першим для артисток, що дебютували на першому місці.
Альбом отримав п'ять номінацій на Греммі 2006 року: «Найкраще жіноче вокальне R & B-виконання» для «Unbreakable», «Найкраще традиційне вокальне R & B-виконання» за «If I Was Your Woman», «Найкраще вокальне R&B-виконання дуетом або групою» для її переспіви пісні Марвіна Гея і Таммі Тереля «If This World Were Mine» з Джермейном Полом, «Найкраща пісня в стилі R & B» для «Unbreakable» і «Найкращий альбом у стилі R & B». Альбом виграв в тому ж році три нагороди NAACP Image Awards: «Видатна артистка», «Видатна пісня» («Unbreakable») і «Видатне музичне відео» для «Unbreakable».
Кіз провела залишок року, займаючись благодійними проєктами, і знайшла час спробувати себе як акторку в фільмах «Козирні тузи» і «Щоденники няньки», які вийшли на екрани на початку 2007 року.

## «As I Am»
З кінця 2006 року Кіз працювала над своїм третім студійним альбомом «As I Am», який вийшов у світ 13 листопада 2007 року. Кіз так говорила про альбом на MTV на початку 2007 року: «Все йде неймовірно. Я закохана в цей альбом. Він дуже свіжий і новий». «As I Am» дебютував першим номером в Billboard 200 з продажами в перший тиждень випуску в 742 тисячі копій, що стало другою найбільшою тижнем продажів в 2007 році і найбільшій для сольної артистки з пори альбому Нори Джонс 2004 року «Feels Like Home», а також стало особистим рекордом для самої Кіз. «As I Am» став для Кіз четвертим послідовним альбомом номер один в Billboard 200, пов'язуючи її в найбільшій кількості дебютів номер один серед артисток з Брітні Спірс. Альбом також дебютував першим номером у чарті United World Chart за 876 тисяч копій продажів. Альбом був проданий у кількості більше мільйона копій всього за два перші тижні після випуску.
Головний сингл альбому — пісня «No One» — дебютував сімдесят першим номером в Hot 100 і досяг першого місця, ставши для Кіз третім номером один у цьому чарті і також її п'ятим номером один в чарті Hot R&B/Hip-Hop Songs.
Крім того, пісня принесла Кіз нагороди Греммі 2008 року в номінаціях «Найкраще жіноче вокальне R&B-виконання» і «Найкраща R&B-пісня». Аліша Кіз відкрила саму церемонію, виконуючи пісню 1950 року «Learnin 'the Blues» Френка Сінатри віртуальним дуетом з ним. Пізніше на церемонії вона виконала «No One» з Джоном Мейєром — гітаристом і вокалістом, які брали участь у записі «As I Am».
Другий сингл з альбому, пісня «Like You'll Never See Me Again», що вийшов наприкінці 2007 року, потрапив у першу пятнашку Hot 100. Третій сингл — «Teenage Love Affair» — досяг третього місця в R&B-чарті, дебютувавши спочатку на шістдесятому місці. Кіз виконала цю пісню на BET Awards, де вона також виконала хіти 1990-х разом жіночими R&B-групами, їх оригінальними виконавцями: «Weak» c SWV, «Hold On» c En Vogue і «Waterfalls» з TLC, SWV і En Vogue. На тій же церемонії Кіз здобула нагороду як «Найкраща R&B-артистка».
Кіз підтвердила, що пісня «Superwoman» — четвертий і останній сингл з альбому «As I Am».
Одна з американських газет повідомила, що Аліша Кіз за її альбом «As I Am» отримала 5 номінацій на American Music Award 2008 року.
У листопаді 2008 року вийшло перевидання альбому, назване As I Am: The Super Edition. Крім всіх колишніх треків воно містить пісню «Another Way to Die» з фільму «Квант милосердя» про Джеймса Бонда, а також два інші нові треки та другий диск з записами п'яти пісень з живого виступу в Лондоні на початку 2008 року.

## «Another Way to Die» та інші проєкти (2008—2009)
Аліша Кіз і Джек Вайт з White Stripes записали головну музичну тему для фільму «Quantum of Solace» («Квант милосердя»), 22-го фільму про Джеймса Бонда. Пісня «Another Way to Die» стала першим дуетом в історії саундтреків для Бондіани. Вайт написав і спродюсував пісню, він також грає на гітарі та барабані в той час, як Кіз грає на фортепіано. Відео для пісні знімалося в Торонто 6 вересня 2008, коли Кіз була на Торонтовському міжнародному кінофестивалі, представляючи свій новий фільм «Таємне життя бджіл», і коли Уайт був там же з документальним фільмом про електричну гітару. Пісня отримала міжнародну радіопрем'єру 18 вересня 2008. Перші рецензії на пісню були змішаними. Деякі критики очікують, що пісня отримає велику популярність як тільки її стануть більше програвати на радіо і артисти будуть виконувати її наживо. Саундтрек до фільму вийшов 28 жовтня 2008 року. Доріжка до фільму була написана Девідом Арнольдом. Перш ходили чутки, що вокалістами для 22-го фільму Бондіани стануть Емі Уайнхаус або Леона Льюїс.
Аліша Кіз і її менеджер Джефф Робінсон підписали контракт з компанією «Дісней» на участь у майбутніх акціях і проєктах компанії. Кіз і Робінсон також створили власну телевізійно-виробничу компанію під назвою «Big Pita, Little Pita». Очікується, що Кіз зіграє кілька ролей у нових диснеївських фільмах і візьме участь у створенні музики для них.
Спільно з рекорд-продюсером Swizz Beatz Кіз написала пісню «Million Dollar Bill» («Мільйон-доларова купюра») для сьомого студійного альбому Уїтні Х'юстон «I Look to You», яка вийшла як перший сингл з цього альбому.
У червні 2009 року «Американське суспільство композиторів, авторів та видавців» (ASCAP) удостоїло Кіз нагороди «Golden Note Award», якою нагороджуються артисти, які досягли екстраординарних вершин у своїй кар'єрі.

## The Element of Freedom
Четвертий студійний альбом Кіз вийшов 1 грудня 2009 року під назвою «The Element of Freedom». 15 вересня на своєму YouTube-каналі Кіз розмістила аудіокліп пісні «Doesn't Mean Anything», першого синглу з альбому.

## У медіа
Кіз брала участь у виборчій кампанії Барака Обами, записуючи тематичні пісні разом з іншими артистами.
Аліша Кіз — одна з небагатьох, які безпосередньо згадуються у творчості Боба Ділана. В одній зі своїх пісень («Thunder on the Mountain») він вимовляє слова: «Коли я думаю про дитинство Аліші Кіз, я не можу втриматися від сліз». На питання журналіста Ділан пояснив, що, побачивши виступ Кіз на церемонії «Греммі», піймав себе на думці, що «в цій дівчині немає такої риси, яка б мені не була до душі».
В інтерв'ю журналу Blender Кіз нібито сказала, що «„ганста реп“- це прийом для переконання чорних вбивати одне одного, „ганста репу“ не існує», додавши, що він був створений «Урядом». Журнал також заявляє, ніби вона сказала, що «Тупак і Біггі були по суті вбиті, їх м'ясо смажив уряд і масмедіа, щоб не допустити появи нового великого чорного лідера». Кіз згодом написала роз'яснення з цих питань, сказавши, що її слова неправильно зрозуміли.
У липні 2008 року Кіз була розкритикована ветеранами антитютюнового руху за те, що на щитах, які рекламують її майбутні концерти в Індонезії, був зображений логотип бренду цигарок, спонсорованих тютюновою компанією Philip Morris. Кіз вибачилася після того, як виявила, що концерт спонсорується цією фірмою та попросила «поправочних дій». Як результат, компанія забрала свою спонсорство.

## Дискографія

### Альбоми
- 2001: Songs in A Minor
- 2003: The Diary of Alicia Keys
- 2005: MTV Unplugged
- 2007: As I Am
- 2009: The Element of Freedom
- 2012: Girl on Fire
- 2016: Here
- 2021: KEYS

### DVD
- 2003: The Diary Of Alicia Keys
- 2005: Unplugged

### Сингли
| Рік  | Сингл                            | Позиції в чартах        | Позиції в чартах | Позиції в чартах | Позиції в чартах | Позиції в чартах | Позиції в чартах | Позиції в чартах | Позиції в чартах | Позиції в чартах | Позиції в чартах | Позиції в чартах | Позиції в чартах | Позиції в чартах | Позиції в чартах | Альбом                   |
| Рік  | Сингл                            | США / Billboard Hot 100 | США / R&B        | ВБ               | КАН              | АВС              | НІМ              | ФРА              | ІТА              | НЛ               | АВР              | ШВЕ              | ШВЦ              | ІРЛ              | НЗ               | Альбом                   |
| ---- | -------------------------------- | ----------------------- | ---------------- | ---------------- | ---------------- | ---------------- | ---------------- | ---------------- | ---------------- | ---------------- | ---------------- | ---------------- | ---------------- | ---------------- | ---------------- | ------------------------ |
| 2001 | «Fallin'»                        | 1                       | 1                | 3                | 24               | 7                | 2                | 5                | 3                | 1                | 3                | 7                | 2                | 3                | 1                | Songs in A Minor         |
| 2002 | «A Woman's Worth»                | 7                       | 3                | 18               | —                | 16               | 45               | —                | 29               | 11               | 71               | 31               | 32               | 25               | 5                | Songs in A Minor         |
| 2002 | «How Come You Don't Call Me»     | 59                      | 30               | 26               | —                | 29               | 80               | —                | —                | —                | —                | —                | 60               | —                | —                | Songs in A Minor         |
| 2002 | «Girlfriend»                     | —                       | 82               | 24               | —                | 13               | 100              | —                | —                | —                | —                | —                | —                | —                | —                | Songs in A Minor         |
| 2003 | «You Don't Know My Name»         | 3                       | 1                | 19               | 19               | —                | 68               | 43               | 17               | 9                | 48               | 54               | 26               | 33               | —                | The Diary of Alicia Keys |
| 2004 | «If I Ain't Got You»             | 4                       | 1                | 18               | —                | —                | 81               | 15               | 22               | 12               | —                | —                | 35               | 44               | —                | The Diary of Alicia Keys |
| 2004 | «Diary»                          | 8                       | 2                | —                | —                | —                | —                | —                | —                | 38               | —                | —                | —                | —                | —                | The Diary of Alicia Keys |
| 2004 | «Karma»                          | 20                      | 17               | —                | —                | —                | 62               | —                | —                | 27               | —                | —                | 71               | —                | —                | The Diary of Alicia Keys |
| 2005 | «Unbreakable»                    | 34                      | 4                | —                | —                | —                | —                | —                | —                | —                | —                | —                | —                | —                | —                | Unplugged                |
| 2006 | «Every Little Bit Hurts»         | —                       | —                | —                | —                | —                | —                | —                | —                | —                | —                | —                | —                | —                | —                | Unplugged                |
| 2007 | «No One»                         | 1                       | 1                | 6                | 2                | 3                | 3                | 5                | 2                | 3                | 3                | 5                | 1                | 8                | 2                | As I Am                  |
| 2007 | «Like You'll Never See Me Again» | 12                      | 1                | 53               | —                | 77               | 63               | —                | 57               | 20               | —                | 57               | —                | 48               | —                | As I Am                  |
| 2008 | «Teenage Love Affair»            | 54                      | 3                | 199              | —                | —                | —                | —                | 18               | 25               | —                | —                | —                | —                | 21               | As I Am                  |
| 2008 | «Superwoman»                     | 107                     | 18               | 128              |                  |                  |                  |                  |                  |                  |                  | 32               |                  |                  |                  | As I Am                  |

## Фільмографія
| Рік  | Назва              | Оригінальна назва       | Роль           |
| ---- | ------------------ | ----------------------- | -------------- |
| 2007 | Козирні тузи       | Smokin' Aces            | Джорджія Сайкс |
| 2007 | Щоденники няні     | The Nanny Diaries       | Лайнет         |
| 2008 | Таємне життя бджіл | The Secret Life of Bees | Джун           |
| 2020 | Зроби це           | Work It                 | продюсер       |